# ザザ (企業)
株式会社ザザは日本の音楽プロダクションである。

## 代表者
- 代表取締役：沢井大河

## 社名の由来
- 「A to Z」ではなく「Z to A」である事によりいつまでも終わりが訪れないという意味合いが込められている。
- 「The 座」で「人が集まる場所」という意味合いもある。

## 事業内容
- 作編曲家、作詞家、演奏家、アーティストのマネージメント
- インディーズ＆メジャーアーティストの楽曲制作
- CM音楽制作及びCM音楽の企画
- ボイストレーニング・スクール事業
- 音楽学校のコーディネート＆プロデュース
- インディーズレーベル制作事業
- CDアルバムの制作委託
- コンサート音楽制作
- その他音楽全般

## 所属

### クリエイター

#### 現在
- zopp
- 藤田卓也
- Ryo Shiraki
- Junxix.
- HASEGAWA
- Ume / Aiko Umeda
- 高橋詩歩
- yumieda takumi / ユミエダ タクミ

#### 過去
- 沢井原兒
- 木村篤史
- 鈴木健太朗
- 飯田清澄
- 聖司
- 中村僚
- nami
- PA-NON
- 板橋カナオ
- 森内優希
- 稀月真皓
- 小野宮市乃

### アーティスト

#### 現在
- エレファンク庭

#### 過去
- MAN WITH A MISSION（業務提携）
- DALLAX
- With A Splash
- ボヤケルズ
- 中村千尋
- Softly

## グループ会社
- 株式会社FYD
- ARIGATO MUSIC